# Lollapalooza
Lollapalooza је годишњи амерички четвородневни музички фестивал који се одржава у парку Грант у Чикагу. Првобитно је почео као турнеја 1991. године, али је неколико година касније Чикаго постао стална локација за годишњи музички фестивал. Музички жанрови укључују, али нису ограничени на алтернативни рок, хеви метал, панк рок, хип хоп и електронску денс музику . Lollapalooza је такође представљала визуелне уметности, непрофитне организације и политичке организације. Фестивал, који се одржава у Грант Парку, угости око 400.000 људи сваког јула и распрода се годишње. Lollapalooza је један од највећих и најпознатијих музичких фестивала на свету и један од најдужих у Сједињеним Државама.
Lollapalooza је осмишљен и креиран 1991. године као опроштајну турнеју од стране Перија Фарела, певача групе Jane's Addiction. Прва турнеја Lollapalooza имала је разнолику колекцију бендова и била је комерцијално успешна. Концерт се одржао у више од двадесет градова Северне Америке. У 2020. Спин је оценио први Lollapalooza као најбољи концерт на листи „35 највећих концерата у последњих 35 година“. Lollapalooza се тада приказивала сваке године до 1997. године, а поново је оживела 2003. године. Од свог почетка до 1997. године и поновног оживљавања 2003. године, фестивал је био на турнеји по Северној Америци. Године 2004. организатори су одлучили да прошире датуме на два дана по граду, али је због лоше продаје карата турнеја из 2004. године била отказана.
Године 2005. Фарел и агенција Вилијам Морис удружили су се са компанијом Capital Sports Entertainment (сада C3 Presents) из Остина и преуредили догађај у садашњи формат као годишњи фестивал у Чикагу. 2014. године, Live Nation Entertainment је купио контролни удео у C3 Presents.
Године 2010. објављено је да ће Lollapalooza остати у Чикагу, док ће такође дебитовати ван Сједињених Држава, са огранком фестивала који је одржан у Сантијагу 2-3. априла 2011, где је био партнер са компанијом Лотус са седиштем у Сантијагу. Године 2011. Geo Events је потврдио бразилску верзију догађаја, који је одржан у Џокеј клубу у Сао Паулу 7–8. априла 2012. Аргентинска верзија је почела у априлу 2014. у Буенос Ајресу, а у новембру 2014. је најављена прва европска Lollapalooza, која је одржана на некадашњем аеродрому Темпелхоф у Берлину.

## Етимологија
Реч — која се понекад алтернативно пише и изговара као lollapalootza, lalapaloosa,  или lallapaloosa (P. G. Wodehouse, The Heart of a Goof) — датира из касног 19. века/почетка 20. века и значи „необични амерички идиоматски израз ствар, особа или догађај; изузетан пример или инстанца". Његова најранија позната употреба била је 1896.  Временом је термин почео да се односи и на велику лизалицу. Фарелу, који је тражио име за свој фестивал, допао се еуфоничан квалитет до тада застарелог термина када га је чуо у кратком филму The Three Stooges. Одајући почаст двоструком значењу овог термина, лик у оригиналном логотипу фестивала држи лизалицу.

## Историја

### Стварање
Инспирисани догађајима као што је Британски Reading Festival — на којем је суоснивач Lollapaloozе Пери Фарел требало да свира 1990. Фарел, Тед Гарднер, Дон Милер и Марк Гајгер су 1990. осмислили фестивал као опроштај од Фареловог бенда Jane's Addiction.
За разлику од претходних фестивала као што су Вудсток, Окупљање племена и Амерички фестивал, који су били једнократни догађаји који су се одржавали на појединачним местима, Лоллапалооза је била на турнеји широм Сједињених Држава и Канаде од средине јула до краја августа 1991. Инаугурална постава Лоллапалооза била је разнолика и састављена од уметника из алтернативног рока (као што су Siouxsie and the Banshees који су били други хедлајнери), индустријске музике (као што је Nine Inch Nails ) и репа ( Ice-T је реповао и користио платформу за лансира Број тела, његов хеви метал бенд). Премијеру у Финиксу, 18. јула 1991. пратио је извештај на МТВ- у, који је завршио новинаром Дејвом Кендалом рекавши: „Lollapalooza би могла бити турнеја лета“;  турнеја је завршена у Сијетлу 28. августа 1991. године.
Други кључни концепт је био укључивање немузичких карактеристика.  Извођачи као што су циркус Џим Роуз, алтернативни шоу наказа, и монаси из Шаолина проширили су границе рок културе. Постојао је шатор за излагање уметничких дела, игара виртуелне реалности и информативних табли за политичке и еколошке непрофитне групе, промовишући контракултуру и политичку свест. „У суштини, досадно ми је“, рекао је тада Фарел. „Само желим да видим ствари које су неочекиване и помало бизарне. Начин на који су Барнум и Бејли доживљавали представу... па, имали су другачији угао.“ 

### Успех и пад
Инаугурационо издање 1991. било је изненађујући огроман успех. За Дејва Грола из Нирване, који га је видео у Лос Анђелесу, фестивал је помогао да се промени менталитет у музичкој индустрији. Butthole Surfers су отворили дан, свирајући пред великом публиком, а Siouxsie and the Banshees су "били као Лед Зепелин те сцене". „Осећао се као да се нешто дешава, то је био почетак свега“. У интервјуу снимљеном на дан отварања у Фениксу, репер Ice-T је изјавио: "Знам да ће то бити турнеја о којој ће људи дуго причати". Те године је Фарел сковао и термин „Алтернативна нација“ када је говорио о фестивалу. Године 2020, када је прво издање оценио као највећу америчку турнеју у последњих 35 година, Спин је написао да је „променила путању 90-их, помажући да се алтернативна ера уведе у мејнстрим. [. . . ] Lollapalooza је обезбедила заједнички дом за уметнике на мејнстрим периферији. [. . . ] Лола је постала шаблон за оно што је постало модерни амерички фестивал.“ 
Експлозија алтернативног рока раних 1990-их покренула је Лоллапалооза напред. Међутим, МТВ је приметио да је друго издање организовано на другачији начин и да је укључивало бендове који су постигли комерцијални успех. Новинар Курт Лодер је прокоментарисао: „До 1992. музика која је некада трубала као алтернатива брзо је постала мејнстрим, а друга Лолапалуза је одразила промену. [. . . ] Главне групе из 1992. укључивале су извођаче као што су Soundgarden и Red Hot Chilli Peppers, бендови који нису били странци мејнстрим поп листама.“  Фестивали 1992. и 1993. такође су се у великој мери ослањали на гранџ и алтернативне извођаче, и обично су представљали додатног реп извођача. Punk rock standy бендови као што су мош питови и сурфовање људи постали су део канона концерата. Ове године је дошло до великог пораста партиципативног карактера догађаја, укључујући кабине за читање на отвореном микрофону и говорништво, јаме за разбијање телевизије и салоне за тетовирање и пирсинг. Након 1991. године, фестивал је укључивао другу позорницу (а 1996. и трећу) за надолазеће бендове или локалне извођаче.  Притужбе посетилаца на фестивал укључивале су високе цене улазница, као и високе цене хране и воде на представама.  Догађај се одржао на фестивалу Alpine Valley у Источној Троји, Висконсин 29. августа 1992. године, као и у светском музичком позоришту у Тинли Парку (близу Чикага), где су посетиоци концерта чупали комаде бусена и траве и бацали их на људе као и на бендове, што је резултирало десетинама хиљада долара штете на месту одржавања.
Гранџ бенд Нирвана требало је да буде главни на фестивалу 1994. године, а наводно му је понуђено скоро 10 милиона долара да то уради. Међутим, фронтмен Курт Кобејн је то одбио и бенд је званично испао са фестивала 7. априла 1994. . Кобејново тело је следећег дана откривено у Сијетлу. Његова удовица, Кортни Лав, гостовала је на неколико наступа, укључујући шоу у Филаделфији у ФДР Парку (обично је одвојила време које јој је дао вокал/гитариста бенда The Smashing Pumpkins Били Корган), говорећи публици о губитку, а затим певајући минималац од две песме. Фарел је сарађивао са уметником рок плаката Џимом Евансом (ТАЗ) на креирању серије постера и комплетне графичке декорације за догађај 1994. године, укључујући две статуе Буде високе преко 21 метар које су стајале уз главну бину.
Године 1996, Фарел, који је био душа фестивала, одлучио је да своју енергију усмери на продукцију свог новог фестивалског пројекта, ЕНИТ, и није учествовао у продукцији Lollapalooze. Многи фанови су видели да је додавање Металике 1996. године у супротности са претходном праксом фестивала да се појављују „немејнстрим“ уметници, и описали су публику коју је Металика привукла као јединствену фокусирану на главног извођача без поштовања према другим извођачима. Штавише, суоснивач фестивала Фарел сматрао је да Металикин мачо имиџ крши његову мирољубиву визију фестивала  пошто је алтернативна култура раних 1990-их генерално била против мачо понашања. Фарел је напустио турнеју у знак протеста.
Одговарајући на контроверзни инцидент са Металиком, Lollapalooza је уложио напоре да оживи своју релевантност за публику. Фестивал је 1996. заказао еклектичне наступе као што је кантри звезда Вејлон Џенингс,  1997. године је акценат ставио на електронске групе попут The Orb и The Prodigy. Фестивал није успео да пронађе одговарајућег хедлајнера 1998. и због тога је најавио отказивање Lollapaloozе. Отказивање је послужило као знак опадања популарности алтернативног рока. У светлу фестивалских проблема те године, магазин Спин је рекао: „Lollapalooza је тренутно у коми као и алтернативни рок“.